# توأم الروح

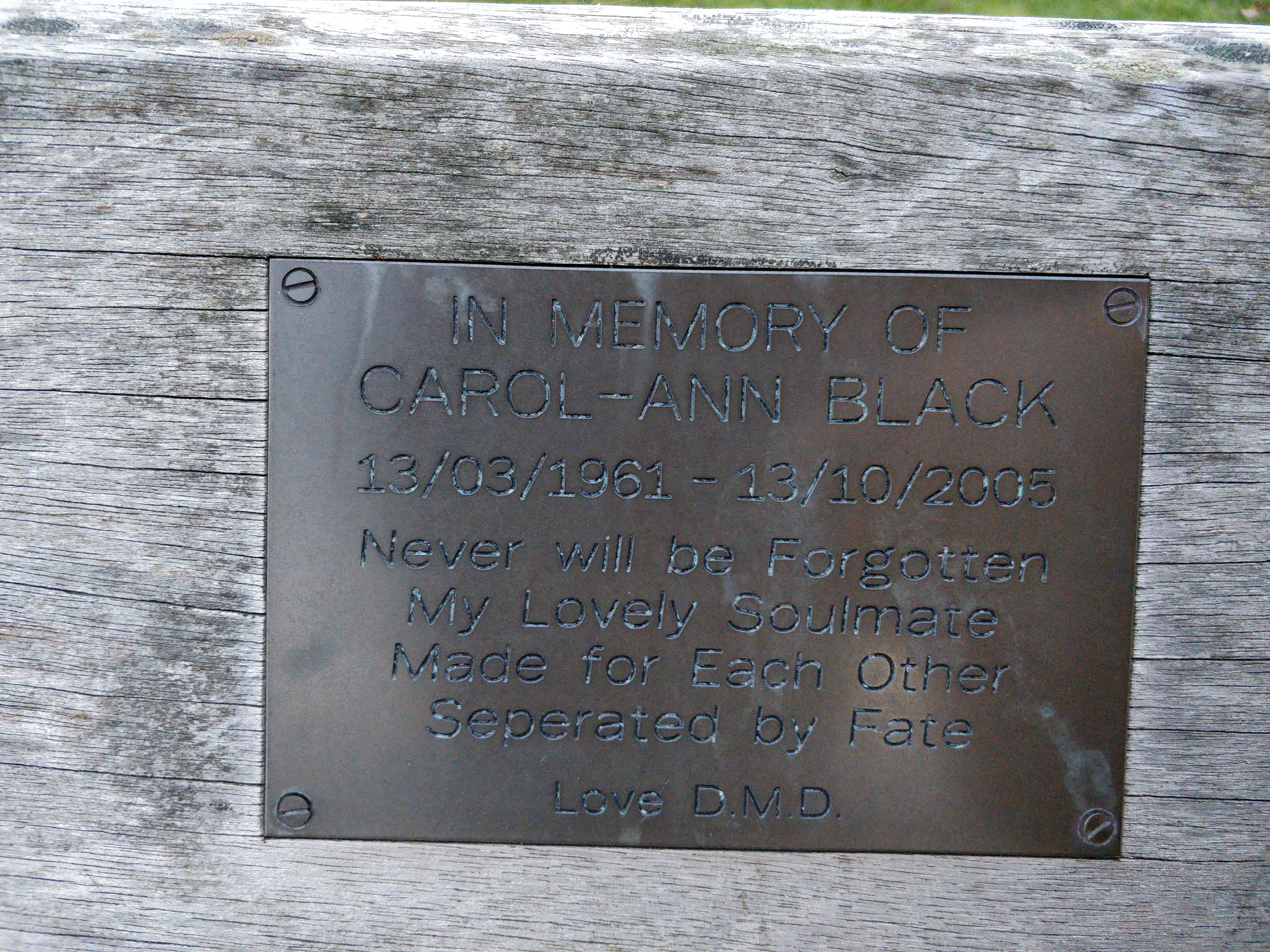
ذكرى كارول آن بلاك 13/03/1961 - 13/10/2005 لن تُنسى أبدًا رفيقة روحي الجميلة المصنوعة لبعضها البعض بشكل منفصل...

توأم الروّح (بالإنجليزية: Soulmate)‏ توأم الروح أو رفيق الروح هو الشخص الذي يشعر المرء نحوه بالتقارب أو الانجذاب العميق أو الطبيعيّ. وقد ينطوي ذلك علي علاقات التشابه والحب والرومانسية والحب الأفلاطوني والراحة والحميمية والنشاط الجنسي والشبقيّة والروحانية والتوافق والثقة.